# ユキトキ
「ユキトキ」は、やなぎなぎの5枚目のシングル。2013年4月17日にジェネオン・ユニバーサルから発売された。

## 概要
前作「Zoetrope」から約3ヶ月ぶりのリリースとなる2013年2作目のシングル。
本曲は、テレビアニメ『やはり俺の青春ラブコメはまちがっている。』のオープニングテーマに起用された。内容は感情の強ばりが解れる様子を雪解けに例えた渋谷系の曲で、作中のメインヒロインである雪ノ下雪乃の想いやアザレアが歌詞中に含まれている。春に咲くことが多いアザレアを入れたのは、低確率で冬に咲く開花が今作に合っていると判断したためである。なおレコーディングではリラックスして歌ったという。
シングルのジャケットではアザレアを雨のように表現した背景に、寝ているやなぎが写っており、首と髪にはそれぞれマフラーと雪の結晶を付けている。撮影は台座に仰向けになった状態で、照明を行い、その上で撮影された。
シングルの2曲目「音のない夢」は、大切な言葉を失くしても挫けない様子を歌っている。
シングルの3曲目「Surrealisme」は、前衛芸術であるシュルレアリスムをテーマとした冷たさと温かさが混在したバンドネオンが活躍する早口な曲で、作曲をきくおが担当しているが、これはやなぎ自身がきくおのファンであることに加え、彼の独特な面白い曲調を取り入れたいと判断したためである。歌詞中には美術関連のフレーズが散りばめられており、制作時もルネ・マグリットなどのシュルレアリスムの絵を見ながら行なったという。また、きくおには自分を楽器になぞらえて使って欲しいと注文したため、前半で暗い雰囲気なものが、後半でミュージカルとジャズを融合させた明るい感じになる、というちょっとした遊びが盛り込まれている。完成された楽曲こそ早口だが、当初は面白い方と若干テンポを緩めた無理な方の2つのバージョンを用意していた。しかしきくおの面白いアイディアに興味を持ち、あえてこちらを選んで練習をしたものの、レコーディング時に舌を噛むトラブルに何度か見舞われて苦労したという。

## 批評
Billboard JAPANの山本純は、「窓を開け放ったときに感じるようなヌケの良いサビは「連れ出して 連れ出して」という彼女の歌声と溶け合って、清々しい気持ちにしてくれる。」と評す一方、CDジャーナルは、「雪解けと心の解放を重ねた歌詞を、ノスタルジックで透明感のある歌声で伝える。」と評した。

## 収録曲
| 全作詞: やなぎなぎ。 |                                                                                          |            |           |                                            |      |
| #                    | タイトル                                                                                 | 作詞       | 作曲      | 編曲                                       | 時間 |
| 1.                   | 「ユキトキ」(テレビアニメ『やはり俺の青春ラブコメはまちがっている。』オープニングテーマ) | やなぎなぎ | 北川勝利  | 北川勝利、長谷泰宏（ストリングスアレンジ） | 4:29 |
| 2.                   | 「音のない夢」                                                                           | やなぎなぎ | 北川勝利  | 北川勝利                                   | 4:12 |
| 3.                   | 「Surrealisme」                                                                          | やなぎなぎ | きくお    | きくお                                     | 3:50 |
| 4.                   | 「ユキトキ（instrumental）」                                                             | やなぎなぎ |           |                                            |      |
| 5.                   | 「音のない夢（instrumental）」                                                           | やなぎなぎ |           |                                            |      |
| 6.                   | 「Surrealisme （instrumental）」                                                         | やなぎなぎ |           |                                            |      |
| 合計時間:            | 合計時間:                                                                                | 合計時間:  | 合計時間: | 25:06                                      |      |

## 収録アルバム
| 曲名        | アルバム       | 発売日         |
| ----------- | -------------- | -------------- |
| ユキトキ    | 『エウアル』   | 2013年7月3日   |
| Surrealisme | 『memorandum』 | 2019年11月13日 |

## カバー
ユキトキ
- える - 2019年4月24日発売（3月1日先行配信）のカバーアルバム『IMAGINATION vol.1』にてカバー。